# ABC (singel)
ABC – pierwszy singel The Jackson 5 z albumu ABC. Utwór dotarł do 1 miejsca na liście Billboard Hot 100 i utrzymał się na nim przez 4 tygodnie.

## Lista utworów
1. ABC
2. The Young Folks

## Notowania
| Lista (1970)                  | Najwyższa pozycja |
| ----------------------------- | ----------------- |
| UK Singles Chart              | 8                 |
| US Billboard Hot 100          | 1                 |
| Lista (2009)                  | Najwyższa pozycja |
| Australian ARIA Singles Chart | 43                |
| Irish Singles Chart           | 38                |
| UK Singles Chart              | 50                |